# Українці Чилі
Українці Чилі — особи з українським громадянством або національністю, які перебувають на території Республіки Чилі. Головним об'єднавчим чинником наразі виступає Посольство України в Республіці Чилі.

## Історія

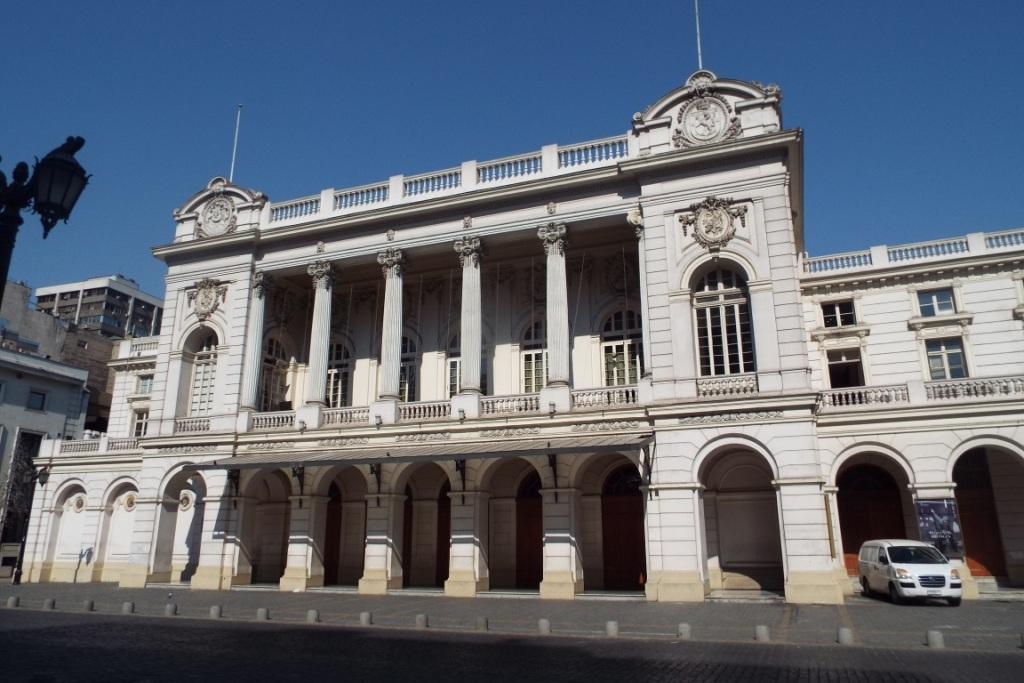
Будівля муніципального театру в Сантьяго, в якому виступала під час гастролів у Чилі в 1897 р. Соломія Крушельницька. Фото 2018 р.

### Найдавніші сліди
Першим задокументованим українським слідом в Сантьяго та Чилі є перебування тут навесні 1897 р. під час гастролів відомої української оперної співачки Соломії Крушельницької. Впродовж п'яти місяців вона з величезним успіхом виступала на сцені муніципального театру (Agustinas 794) в Сантьяго де Чилі.  Донині збереглися рецензії на вистави опер «Аїда», «Бал-маскарад» Дж. Верді, «Фауст» Ш. Ґуно, «Манон Леско» Дж. Пуччіні, «Жидівка» Ф. Галеві за участі С. Крушельницької, в яких музичні критики високо оцінювали прекрасний голос, статуру, артистизм, природну дикцію, чистий тембр молодої співачки.  У квітні 2019 р. з ініціативи відділу Посольства України в Аргентинській Республіці у Чилі у муніципальному театрі м. Сантьяго за участі талановитого баритона Віталія Білого співачці відкрито пам’ятну дошку.
В період до закінчення Другої світової війни в Чилі могли перебувати лише окремі вихідці з України. Зокрема наявна інформація про Франтишка Дунін-Борковського з Борщова чи професора Львівського університету Рудольфа Зубера. Найімовірніше, вони були етнічними поляками. Початок історії української еміграції в Чилі відноситься до 1920-30 рр. Проте, комірка польської розвідки в Чилі під час Другої світової війни не відмічала організованого життя українців в цій країні.

### Еміграція після Другої світової війни

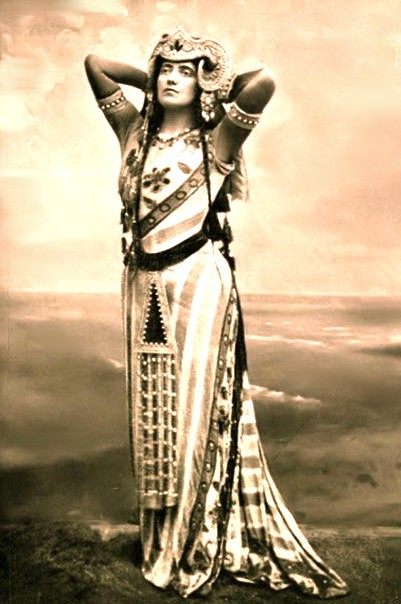
Соломія Крушельницька у опері "Аїда". Під час опери в муніципальному театрі в Сантьяго в неї впала корона, що було прихильно сприйняли глядачі - мовляв поклонилася їх землі.

Невелика, але досить активна діаспора українців утворилася в Чилі 1948-49 рр., коли в цю країну приїхало близько 300 українців з таборів для біженців та переміщених осіб у Європі. Це були колишні вояки УПА, остарбайтери та полонені, які не бажали повертатися до Радянського Союзу після Другої світової війни. Серед іммігрантів домінували кваліфіковані робітники. На початку 1949 р. вони об’єдналися у потужну громаду, яка розгорнула помітну культурну та громадську діяльність. Того ж року в Сантьяго утворено парафію української греко-католицької церкви.
Під керівництвом Л. Гіжевського у Сантьяго створено змішаний хор, який виступав не тільки на зібраннях громади, але й поза нею і відіграв значну роль у поширенні інформації про Україну в чилійському суспільстві. Хор часто виступав у чилійських монастирях у присутності достойників католицької церкви, в університетах. Хор неодноразово брав участь у фестивалях у вищезгаданому театрі Сантьяго, що також необхідно увічнити на окремій меморіальній дошці. Його виступи кілька разів транслювало чилійське радіо.
В економічному сенсі українські громадяни облаштувалися добре. Багато з них працюючи, навіть у позаробочий час, стали забезпеченими людьми. Більшість оселилися у Сантьяго та його приміській зоні. Решта в Темуко, Консепсьйоні, Осорно та ін. Однак у 1950-х рр. значна кількість українців емігрувала з Чилі до Канади та Аргентини. Українська організована громада перестала існувати.
Подальша історія українців в Чилі викликає питання. За одними даними у 1950-х рр. значна кількість українців емігрувала з Чилі до Канади та Аргентини, а українська організована громада перестала існувати. За іншими, ще на початок 60-х років чисельність української громади становила понад тисячу осіб. У м. Консепсьйон сформувалась найбільша на той час українська громада (до 300-400 осіб).
Частина українців асимілювалася в чилійському суспільстві.
У Сантьяго за адресою Paulina 8340 (садиба вціліла) у 1950-х-поч. 2000-х рр. існувала майстерня емігранта з Галичини – Миколи Ляховича «Tridente» (Тризуб). Вона під замовлення готувала полярне взуття для чилійських антарктичних експедицій.

### Після відновлення незалежності України
Нова хвиля еміграції до Чилі розпочалася з розпадом СРСР та погіршенням матеріального становища українців на батьківщині. З розпадом СРСР та становленням незалежної України починають відновлюватися політичні та затверджуватися економічні зв'язки, реалізовуються освітянські проекти, завдяки чому до Чилі перебираються різні фахівці, що працюють у міжнародних компаніях, або українських представництвах. Певний відсоток становлять подружжя, що україно-чилійські подружжя, що переїхали до цієї країни.
Чилі визнали незалежність України 9 січня 1992 р. і проявляє себе послідовним прибічником України на міжнародній рівні, у т.ч. у генеральній асамблеї ООН та Раді Безпеки ООН. 

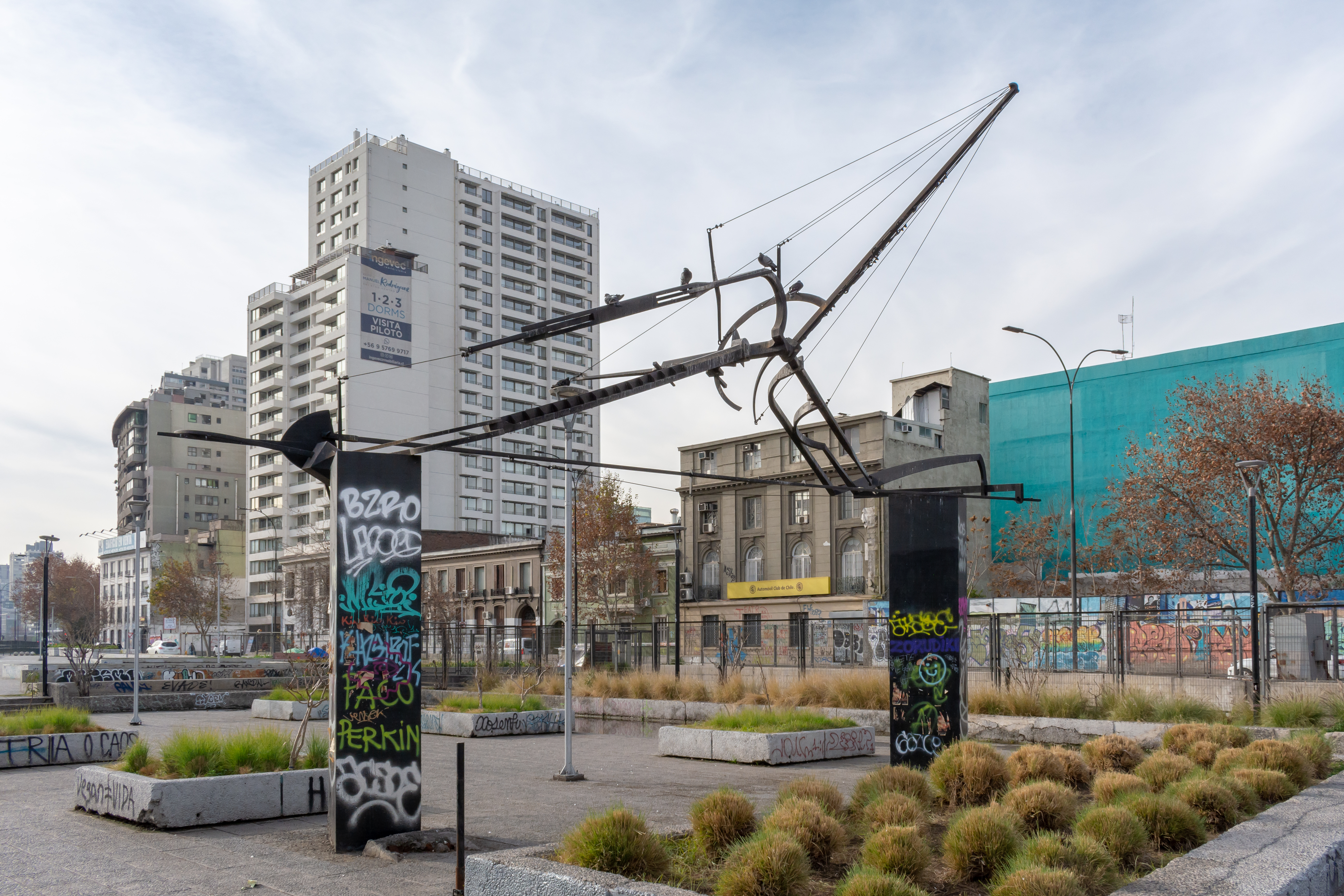
Композиція скульптора Франциско Гасітуа «Міст до Києва»

У 7-річницю незалежності України в 1998 р. Посол України в Аргентині та за сумісництвом в Чилі мав зустріч з місцевими українцями. В цей же рік Сантьяго та Київ стали містами побратимами. При цьому на центральний вулиці Сантьяго (у списку монументів зазначено «Міст до Києва») відкрили площу Києва. Тут розмістили композицію скульптора Франциско Гасітуа «Міст до Києва» (Monumento conceptual «Puente hacia Kiev»), яка зазнала нападу вандалів. Дощечку із назвою скульптури було викрадено, на пам’ятнику з’явилися графіті, а вздовж вулиці, на якій розташований монумент, пролягла широка траса.
На 2016 рік на консульському обліку нараховувалося приблизно 200 українців, а загалом вважається 1 тис. українців у Чилі. Втім відомості доволі приблизні, оскільки існує постійний процес міграції: до Чилі приїздять або виїздять українці. Переважна більшість мешкає у великих містах, насамперед Сантьяго.

### Сучасний етап
Тривалий час повноцінного представництва України в Чилі не було. Цим скористалася Російська Федерація, яка залучала українців до заходів, які проводила Координаційна рада російських співвітчизників. Також українці частіше зустрічалися в Посольстві Росії в Чилі, ніж будь-де. Тож не дивно, що з початком Російської агресії в Криму та на Донбасі серед і так невеликої української громади стався розкол.
З часом трохи поліпшилася діяльність Посольства України в Аргентині, очільник якого є Послом України в Чилі за сумісництвом.
Потенційно сприятливим фактором розвитку чилійсько-українського культурно-гуманітарного співробітництва була діяльність Почесного консульства України в Чилі. Почесне консульство знаходилося у будинку за адресою Americo Vespucio Sur 80. Зауважимо, що у цьому ж будинку знаходиться Українсько-чилійська палата з питань торгівлі та туризму. Почесний консул України в Республіці Чилі з 2007 р. по теперішній час Алекс Пітер Гіермо Тієрманн Ісенсе.

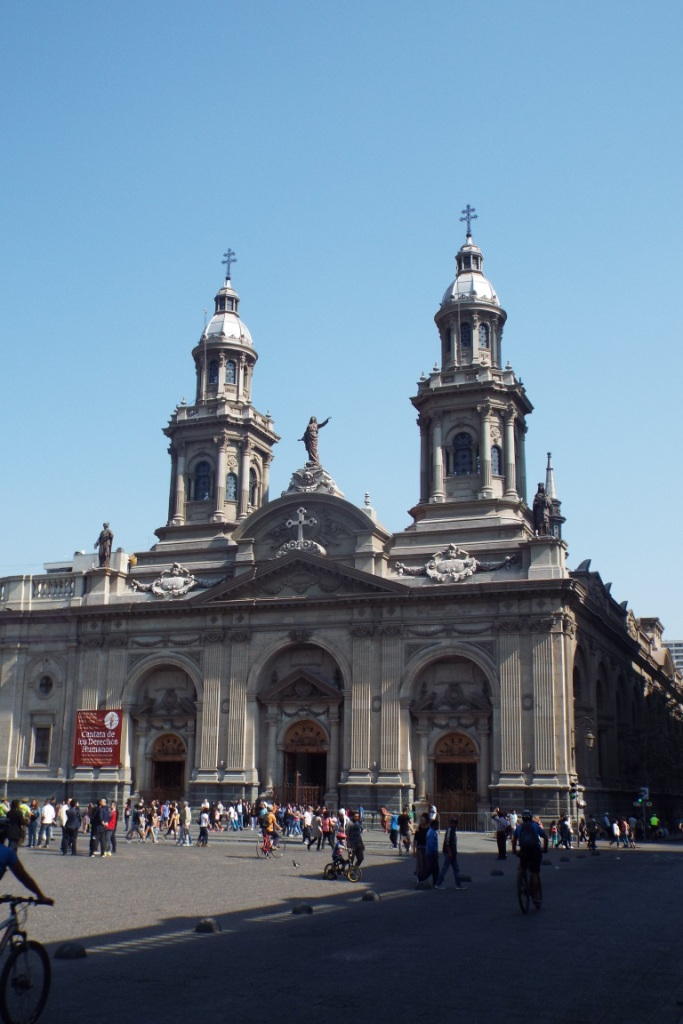
Кафедральний собор Сантьяго (заснований 1561 р.), де було організовано поминальне богослужіння в пам'ять про жертви Голоду 1932-33 рр.

У 2008 р. за його сприяння Почесного консульства, було організовано проведення в Сантьяго міжнародної акції «Незгасима свічка» присвяченої відзначенню 75-ї річниці Голодомору 1932 – 1933 рр. в Україні. В рамках акції в центральному кафедральному соборі чилійської столиці було організовано поминальне богослужіння. Також в Сантьяго в престижному Міжнародному університеті «СЕК» (Fernando Manterola 0789) проведено тематичну конференцію, а на центральній площі столиці – площі Зброї – розміщено експозицію плакатів «Страта голодом: невідомий геноцид українського народу».
22 травня 2014 року було засновано Чилійсько-українську інтеграційну палату. Ініціаторами заснування палати стали чилійські бізнесмени та українці, які проживають у Чилі. Головною метою палати є налагодження співробітництва, економічних і культурно-освітніх зав'язків між Україною та Чилі шляхом сприяння інформаційному обмінові та розкриттю можливостей співпраці у сферах торгівлі, культури, освіти та спорту. Палата є координаційним майданчиком не лише для обговорення та аналізу проблем і перешкод двосторонньої інтеграції, а й для знаходження ефективних рішень. Чилійсько-українська інтеграційна палата сприяла створенню та укріпленню позитивного іміджу України в Чилі. На жаль 2017 р. ця палата призупинила своє існування.
Пізніше була налагоджена співпраця між Торгово-промисловою палатою України з чилійською національною палатою торгівлі, послуг та туризму, а також Чилійським національним комітетом Міжнародної торгової палати. 10 березня 2018 р. відбулося офіційне відкриття Українсько-чилійської палати з питань торгівлі та туризму, яка є наступницею Чилійсько-української інтеграційної палати.
Динаміка українсько-чилійського культурно-гуманітарного співробітництва істотно поліпшилася після переїзду до Сантьяго тимчасового повіреного у справах України в Республіці Чилі в 2017 р., яким був Віталій Цимбалюк.  2017 р. під патронатом тимчасового повіреного України в Республіці Чилі було організовано низку мистецьких заходів за участі українських діячів культури, що істотно покращило імідж України в Чилі. Зокрема: надано сприяння українським митцям-учасникам ІV та VІ Міжнародного симпозіумів скульптури, які проходили в Сантьяго; проведено низку конкурсів для української громади та громадян Чилі; надано сприяння в організації виступів Національного балету України, виступу оркестру «Віртуози Києва», а також українського рок-гурту «Jinger». Проведено низку фото та художніх виставок. За участі української громади організовано низку заходів для визначення важливих дат, зокрема, Дня Незалежності України, Дня прапора, Дня Соборності тощо. Проведено вшанування Дня пам’яті жертв голодоморів у Музеї пам’яті та прав людини.
10 березня 2018 року у м. Сантьяго-де-Чилі за адресою Camino El Alba 9500 відбулася урочиста церемонія відкриття відділення Посольства України в Аргентинській Республіці в Республіці Чилі — першого українського дипломатичного представництва в Чилі. Фундатором і першим Головою відділення був тимчасовий повірений у справах України в Республіці Чилі — дипломат Віталій Цимбалюк. Його становлення тісно пов'язане з Чилі, адже у 2016 році він закінчив Чилійську дипломатичну академію Чилі імені Андреаса Белло (м. Сантьяго, Чилі). Задачею нового відділення було відшукати та об'єднати українську спільноту Сантьяго та усієї країни. Обслуговувати її потреби, зокрема видавати необхідні документи. При відділенні було здійснено спроби започаткувати недільний гурток для навчання дітей українською мовою, що є необхідним кроком для збереження мови і консолідації спільноти. Вівся пошук священика та спроба започаткування парафії. Поки що українці змушені користуватися послугами або російських священників (Av. Holanda 3576) або греків (Av. Grecia 2461). 

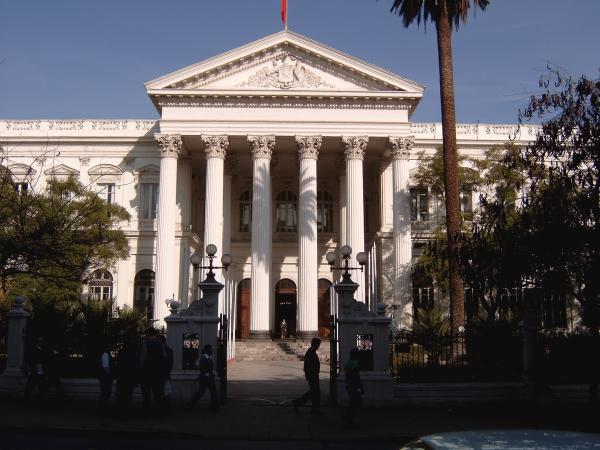
Парламент Чилі, де в приміщенні Сенату пройшла виставка присвячена Голодомору 1932-33 р.

2021 р. прийнято рішення про створення Посольства України в Чилі. З 2022 р. до грудня 2023 р. функції посла у Чилі виконував тимчасовий повірений Владислав Богорад. Посольство продовжило діяльність започатковану відділенням Посольства України в Аргентинській Республіці в республіці Чилі. Зокрема, 29 листопада 2023 р. у Сенаті Республіки Чилі (Morandé 441) було проведено урочисте відкриття фотовиставки з нагоди вшанування памʼяті жертв Голодомору 1932-1933 років.
Все активнішою та структурованою стає і українська громада. В липні 2022 р. у Edificio Alonso, Vitacura 3788  українсько-чилійською корпорацією «Мальва» та українською громадою «Українці в Чилі» проведено виставку «Мій дім - Україна». На виставці було представлено роботи української етнофографині Анни Сенік, фотохудожниці Катерини Крючкової та проєкт сучасної мисткині Дарії Кольцової "Theory Of Protection". Відвідувачі мали можливість ознайомитися з декором українського традиційного житла, старовинними рушниками та килимами, взяти участь в майстеркласах з писанкарства та петриківського розпису. А в грецькій православній церкві Святих Костянтина й Олени в Сантьяго відбулася молитва за мир в Україні.
Загалом щомісяця громада проводить 2-3 благодійні заходи, а зібрані кошти надсилає в різноманітні фонди в Україні. Після початку повномасштабної війни Росії проти України до Чилі прибули приблизно 100 українських біженців.
Станом на 2023 р. в української громади залишалися значні проблеми: відсутнє окреме місце для ініціативної групи та активістів української діаспори; немає української школи, бібліотеки, магазину українських продуктів. Спілкування відбувається через соціальні мережі, зокрема у групі в фейсбук «Українці в Чилі».

## Українські організації
Єдиною зареєстрованою українською громадською організацією в Чилі є українсько-чилійська культурна корпорація «Мальва» ("Corporacion cultural ucraniano-chilena MALVA") у місті Сантьяго

## Українські антарктичні експедиції
Через Сантьяго регулярно переміщуються члени українських Антарктичних експедицій. 2018 р. відділення Посольства України в Аргентинській Республіці в республіці Чилі надало допомогу під час ротації 22-ї та 23-ї Українських антарктичних експедицій. На зворотному шляху частина сезонної експедиції застрягла через страйк авіаліній у Сантьяго. Українські вчені до відльоту на батьківщину мешкали у готелі «Manquehue Aeropuerto», Blvrd Aeropuerto Sur 9648.
2019 р. українські полярники зі складу зимувального загону 23-ї Української антарктичної експедиції зупинялися в готелі «Diego del Almagro».
В 2020 р. відділення також надало допомогу під час перезмінки 24-ї та 25-ї Українських антарктичних експедицій. При цьому, в очікуванні на евакуацію на батьківщину у зв’язку з карантином у Чилі 24-та експедиція та сезон 25-ї експедиції у травні 2020 р. проживали в One Nk Apartments в районі Лас-Кондес (La Capitanía 45). Під час повернення 25-ї експедиції та сезону 26-ї експедиції, полярники ночували в готелі «Holiday Inn Santiago» у аеропорту Сантьяго.
Численні сліди українських антарктичних експедицій знайдемо також в м. Пунта-Аренас

## Українські місця
- Будинок, де розміщувалось спочатку відділення Посольства України в Аргентинській республіці в Республіці Чилі, а з 2021 р. Посольство України в Чилі, Camino El Alba 9500;
- Будівля муніципального театру в Сантьяго, в якому виступала під час гастролей у Чилі в 1897 р.  Соломія Крушельницька. В холі театру знаходиться присвячена співачці меморіальна дошка, Agustinas 794;
- Площа Києва на перетині Libertador Bernardo O Higgins та Av. Manuel Rodríguez в (у списку монументів зазначено «Міст до Києва»). Тут розмістили композицію скульптора Франциско Гасітуа «Міст до Києва» (Monumento conceptual «Puente hacia Kiev»), яка зазнала нападу вандалів. Дощечку із назвою скульптури було викрадено, на пам'ятнику з'явилися графіті, а вздовж вулиці, на якій розташований монумент, протяглася широка траса. У Києві, як відомо, на Оболоні створили площу Сантьяго-де-Чилі з величною композицією у формі герба цієї держави;
- Кафедральний собор Сантьяго (заснований 1561 р.), де було організовано поминальне богослужіння в пам'ять про жертви Голоду 1932-33 рр., Pl. de Armas 498;
- Садиба фабрики спеціального взуття Миколи Ляховича «Tridente» за адресою Paulina 8340 ;
- Парк Арауко (Arauco), де 2018 р. українці Сантьяго відмічали Різдво;
- Грецька православна церква св. Костянтина та Олени в Сантьяго (Av. Grecia 2461) – міце де збираються на богослужіння українці[4].

## Відомі представники спільноти

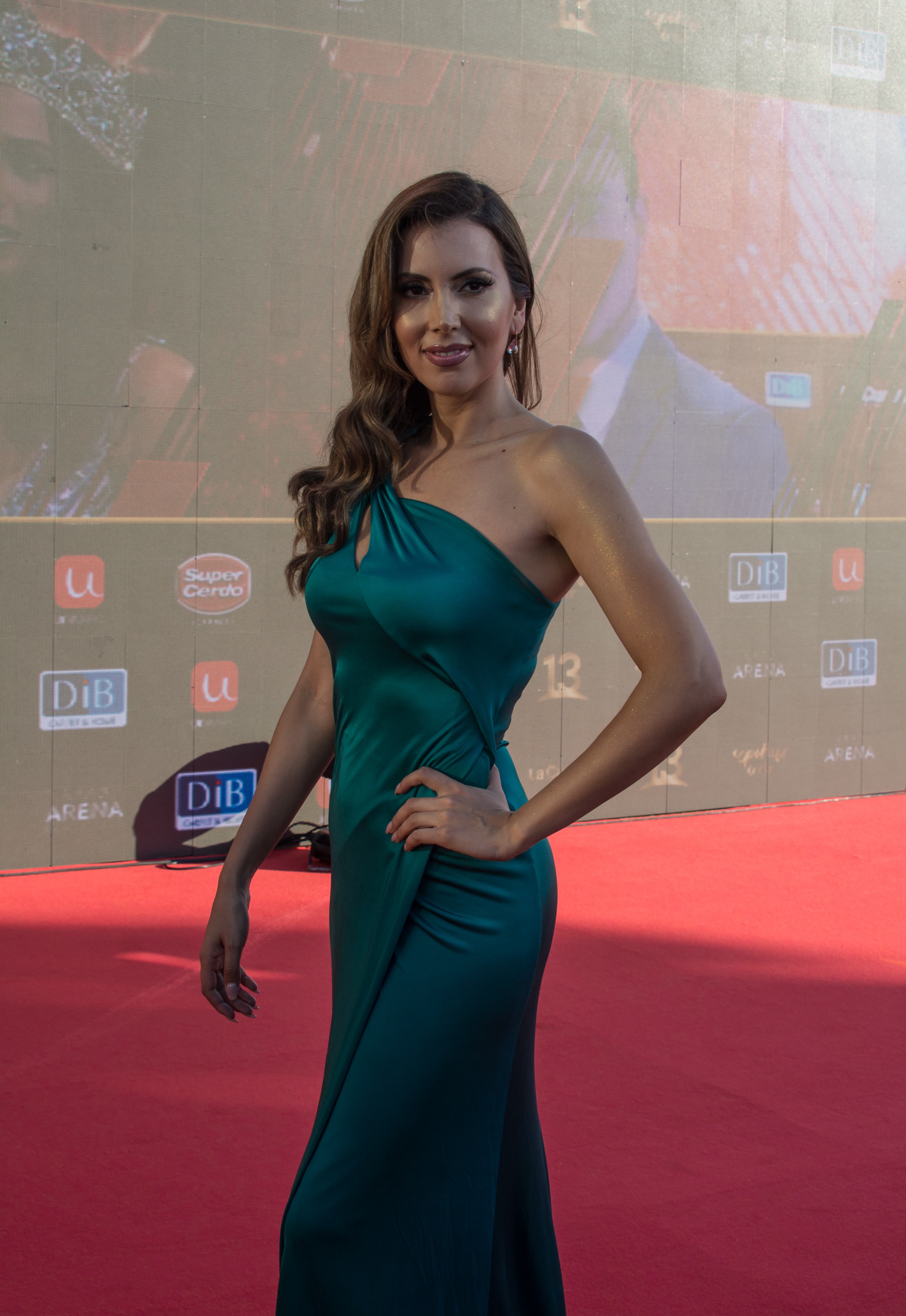
Наталі Чілет - чилійська модель українського походження

- Роберто Козак - аргентинський дипломат українського походження
- Сергій Літвяк, воротар збірної Чилі з футболу
- Наталі Чілет, переможниця міс Чилі 2005
- Фелікс Шварцман-Туркенич, чилійський філософ
- Федора Аберастурі, піаніст
- Віталій Цимбалюк - український дипломат, фундатор Посольства України в Чилі
- Оксана Тунська - голова українсько-чилійської культурна корпорації «Мальва» [4]

### Поховані
- Трутенко Валентин Максимович - генерал-хорунжий УНР[4]